# Ferocactus chrysacanthus
Ferocactus chrysacanthus ist eine Pflanzenart aus der Gattung Ferocactus in der Familie der Kakteengewächse (Cactaceae). Das Artepitheton chrysacanthus bedeutet ‚goldgelbstachelig‘.

## Beschreibung
Ferocactus chrysacanthus wächst einzeln und sprosst nur selten. Die Triebe erreichen bei Durchmessern von 30 Zentimetern Wuchshöhen von bis zu 100 Zentimeter. Es sind etwa 21 gehöckerte Rippen vorhanden. Die Dornen sind weiß, gelb oder rot, gelegentlich grau. Die etwa 10 Mitteldornen sind abgeflacht, geringelt, etwas verdreht und bis zu 5 Zentimeter lang. Ein Mitteldorn ist manchmal gebogen bis hakenförmig. Die 4 bis 12 oder mehr ausstrahlenden Randdornen sind in der Regel weiß. Meist sind sie nadelig und nur selten borstenartig.
Die glockenförmigen Blüten sind rot oder gelb oder orange. Sie erreichen eine Länge von  bis zu 4,5 Zentimeter und weisen Durchmesser von 4 Zentimeter auf. Die bis zu 3 Zentimeter langen, gelben Früchte sind fleischig und öffnen sich mit einer basalen Pore.

## Verbreitung, Systematik und Gefährdung
Das Verbreitungsgebiet von Ferocactus chrysacanthus erstreckt sich entlang der pazifischen Westküste im mexikanischen Bundesstaat Baja California Sur und umfasst die vorgelagerten Inseln Cedros und San Benito.
Die Erstbeschreibung als Echinocactus chrysacanthus erfolgte 1899 durch Charles Russell Orcutt. Nathaniel Lord Britton und Joseph Nelson Rose stellten sie 1922 in die Gattung Ferocactus.
Es werden folgende Unterarten unterschieden:
- Ferocactus chrysacanthus subsp. chrysacanthus
- Ferocactus chrysacanthus subsp. grandiflorus (G.E.Linds.) N.P.Taylor

In der Roten Liste gefährdeter Arten der IUCN wird die Art als „Endangered (EN)“, d. h. als stark gefährdet geführt.

## Nachweise